# La prima estate
La prima estate è un singolo del cantautore italiano Deddy, pubblicato il 14 maggio 2021 come quinto estratto dal primo EP Il cielo contromano.

## Descrizione
Il brano, scritto da Niccolò Verrienti e Roberto Casalingo, è prodotto da Stefano Tognini, in arte Zef.

## Video musicale
Il video musicale, diretto da Cristiano Pedrocco, è stato pubblicato il 29 giugno 2021 attraverso il canale YouTube della Warner Music Italy.

## Tracce
Testi e musiche di Niccolò Verrienti e Roberto Casalino.
1. La prima estate – 3:04

## Classifiche
| Classifica (2021) | Posizione massima |
| ----------------- | ----------------- |
| Italia            | 41                |